# Golden Gate

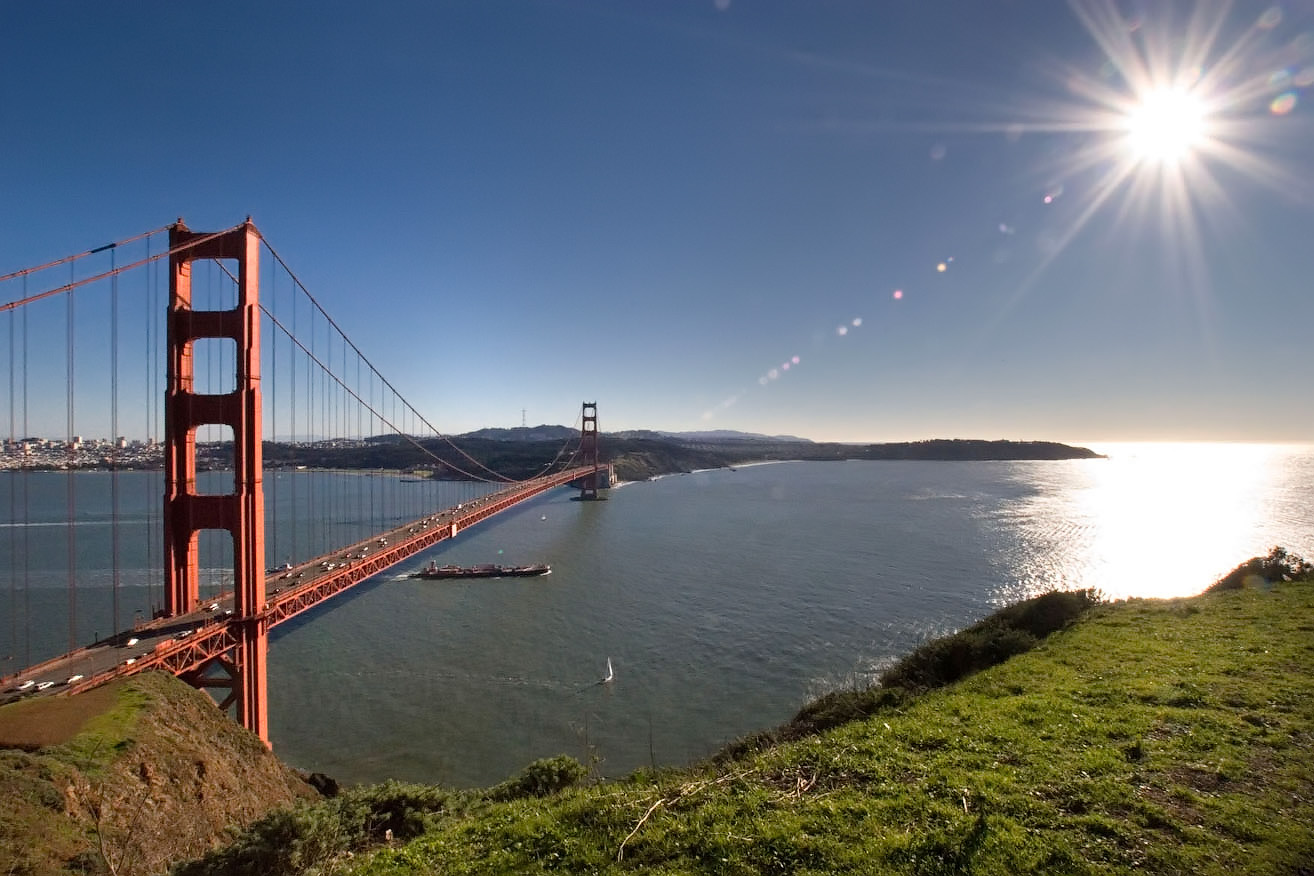
Golden Gate-sundet, samt Golden Gate-bron.

Golden Gate (även Golden Gate-sundet) är sundet som förbinder San Francisco-viken i Kalifornien, USA, med Stilla havet. Sedan 1937 korsas det av Golden Gate-bron.
Namnet kommer från och åsyftar den gyllene porten i Jerusalem.